# RX J1856.5-3754
RX J1856.5-3754(때로는 RX J185635-3754, RX J185635-375로 불린다.)는 남쪽왕관자리에 위치한 가까이에 있는 중성자별이다. 

## 형성 및 역사
이 별은 남쪽왕관자리의 한 이중성계 중 한 개의 별이 초신성 폭발을 하여 생성된 것으로 추정하고 있다. 

## 나이
현재 이 별의 나이는 100만 년 이다. 

## 시선 속도
초속 108 킬로미터의 속도로 하늘을 가로지르고 있다. 

## 성운의 형성
주위에 뱃머리 충격파 형태의 성운이 생성되어 있다. 

## 발견
이 별은 1992년에 발견되었고, 후에 1996년 중성자별로 판명되었음과 동시에 지구에서 가장 가까운 중성자별로 판명되었다. 

## 거리 측정
종전에는 지구로부터 이 별의 거리를 150–200 광년 정도로 추측했으나, 2002년 찬드라 엑스선 망원경의 관측 결과 400광년 정도 떨어져 있는 것으로 밝혀졌다. 또 RX J1856.5-3754 은 반지름이 1.9 킬로미터에서 4.1 킬로미터로 현재까지 발견한 중성자별 중에서 가장 작으며 쿼크별로도 불린다. 관측된 특이한 활동이 없는 잠잠한 중성자별이기도 하다. 
찬드라 엑스선 망원경은 RX J1856.5-3754 중성자별과 펄사 3C 58를 관측하면서 '콜랩사'를 발견했고, 이어 핵물질도 발견하였으며, 지구에서 관측할 때 가장 고밀도의 중성자별로 관측되었다고 하였다. 이 중성자별은 자유 쿼크와 중성자, 자유 전자로 이루어져 있을 것으로 추정되었으나, 쿼크별이 되기 위한 최소의 표면온도보다 오히려 더 낮음이 밝혀짐에 따라 제외되었다.

## 표면 온도
또 찬드라 엑스선 망원경과 허블 우주 망원경의 데이터를 분석한 결과, 거의 대부분의 천문학자들이 중성자별 RX J1856.5-3754는 표면 온도가 700,000 도에 이르다고 추즹하였다.

## 지름
지름은 대략 7 마일 (1.609344 X 7 = 11.265408 km) 정도로 관측되었다고 밝혔다.

## 쿼크별후보 배제
이후의 관측에서 표면 온도가 434,000도로 더 낮다는 것이 밝혀졌고, 쿼크 별의 후보에서 제외 되었다.
크기는 매우 작아서 표준 중성자별 모형으로 보았을 때 반지름이 최소 20 분의 1 정도로 알려졌고, 이 별의 활동은 몇몇 이론에서 예언한 바 있으며, 초고밀도의 중성자와 "업", "다운" 그리고 "스트레인지" 쿼크로 이루어져 "스트레인지 쿼크 별" 로 불린다. 이는 매우 작은 반지름 때문인 것으로 보인다.

## 운동
RX J1856.5-3754를 비롯한 7개의 작은 중성자별들은, 같은 중성자별끼리 무리를 지어 있으며 거리는 지구로부터 500 파섹(1,630 광년) 거리에 있다.

## 같이 보기
- 3C 58